# De Haan

Gliederung des Gemeindegebietes von De Haan
I: Klemskerke
II: Vlissegem
III: Wenduine
IV: De Haan Centraal

De Haan (französisch Le Coq, auch Le-Coq-sur-Mer) ist eine Gemeinde an der belgischen Küste in der Provinz Westflandern. Von den 12.718 Einwohnern (Stand 1. Januar 2024) leben ungefähr 5.200 im Badeort De Haan, ungefähr 4.000 in Wenduine und der Rest in den Orten Klemskerke, Vosseslag, Harendijke und Vlissegem.

## Geographische Lage
De Haan liegt direkt an der Nordseeküste und weist einen durchgehenden Sandstrand auf. In zentraler Lage im Ort befindet sich ein Haltepunkt der Küstenstraßenbahn Kusttram, die sämtliche Orte an der belgischen Nordseeküste miteinander verbindet. Die nächstgrößere Stadt ist das zehn Kilometer entfernt gelegene Ostende. Die Großstadt Brügge liegt etwa 17 Kilometer entfernt.

## Geschichte
Die Teilgemeinde Klemskerke ist ein altes belgisches Polderdorf, das im Jahre 1003 zum ersten Mal als „Clemeskirca“ nachweislich erwähnt worden ist.
Der heutige Ortskern von De Haan hat seinen Ursprung dagegen erst im Jahre 1889. Damals erteilte König Leopold II. (Belgien) für die Bebauung eines Dünenabschnittes eine Genehmigung (niederländisch Concessie). Die Genehmigung des Königs umfasste eine Reihe von Auflagen für die künftigen Bauherren: So durfte damals eine bestimmte Bauhöhe nicht überschritten werden, die Häuser mussten freistehend, das heißt von Gärten umgeben sein und schließlich musste der anglo-normannische Baustil für alle Villen eingehalten werden. Im Jahre 1910 wurde der Aachener Architekt Josef Stübben, der unter anderem die Kölner Neustadt geplant hatte, mit der Erweiterung des Concessie-Gebietes beauftragt. Aufgrund der ursprünglich erteilten Genehmigung trägt der Kern von De Haan zwischen dem Seedeich und der Küstenstraßenbahn bis heute die Bezeichnung Concessie.
Für die Neubauten seit den 1960er-Jahren galten die Auflagen jedoch nicht mehr. Gleichwohl unterscheidet sich De Haan durch seine offene, stark begrünte Bauweise bis heute von allen anderen Badeorten an der belgischen Nordseeküste.
In Klemskerke ließ sich der König aus den Gewinnen der Ausbeutung des Kongo einen Golfplatz anlegen.
1886 wurde die Kusttram eröffnet, die sich als Entwicklungsmotor für die gesamte belgische Nordseeküste erweisen sollte. Bereits 1888 wurde in der Nähe des Haltepunktes der Bahn das erste Hotel eröffnet. 1899 wurde mit dem Bau des Grand Hotel du Coq begonnen. 1949 wurde es unter dem Namen L’Esperance zu einer Ferienherberge für wallonische Kinder umgestaltet. Bei der Gebietsreform von 1977 kaufte die neue Großgemeinde das Gebäude und funktionierte es zum Rathaus um.
Im Jahre 1977 wurden die bis dahin selbstständigen Gemeinden Wenduine, Vlissegem und Klemskerke zur neuen Großgemeinde De Haan fusioniert.

## Orte in der Gemeinde
Die Gemeinde De Haan gliedert sich in die Teilgemeinden Klemskerke, Vlissegem und Wenduine, wobei De Haan-Centrum auf der Grenze zwischen den beiden Ersteren liegt (siehe Grafik Nr. IV). Weitere Ortsteile sind Vosseslag und Harendijke.

## Bebauung
Die Bebauung im Bereich der Concessie, geplant von Josef Stübben, besteht hauptsächlich aus weißen Villen sowie Ferienhäusern und Hotels im Stil der Belle Époque und im Landhausstil. Diese „schöne“ Bebauung macht allerdings nur einen kleinen Teil der Gebäude aus. Fast alle Strandpromenaden werden von mehrstöckigen Häuserzeilen geprägt. Im Ort De Haan existieren zahlreiche Ferienhaussiedlungen, die Zeepolder-Gruppe (Zeepolder I und II), das Holiday Village (ehemaliger Zeltplatz, heute mit Polder- und Fischerhäusern) und den Ferienpark Atlantis.
In den anderen Ortsteilen von De Haan finden sich zum Teil auch ältere Sehenswürdigkeiten, so zum Beispiel in Klemskerke die dem heiligen Clemens geweihte Kirche Sint Clemens, eine gotische Hallenkirche aus dem 13. bzw. 14. Jahrhundert.

## Sport- und Freizeitmöglichkeiten
In De Haan gibt es bewaldete Dünen (etwa 157 Hektar) mit beschilderten Wanderwegen. Die Gemeinde bietet zahlreiche Sportstätten wie Tennisanlagen, Golfplätze, Reitställe und -wege sowie ein Wellen- und Hallenbad und Minigolfplätze. Am Meer sind Strandsegeln, Surfen und Angeln möglich. Außerdem gibt es Fahrrad- und Pedalovermietungen. Ferner befinden sich die Badeorte Ostende, Blankenberge und Knokke-Heist in unmittelbarer Nähe, wo unter anderem Spielbanken und Diskotheken besucht werden können. Die Kulturstadt Brügge ist 20 Kilometer, die niederländische Einkaufsstadt Sluis etwa 30 Kilometer entfernt.

## Sonstiges
Stefan Zweig erlebte die Julikrise in De Haan und beschrieb die dortigen Erlebnisse in seinem Buch Die Welt von Gestern. Der berühmteste Einwohner De Haans war Albert Einstein. Dieser kehrte 1933 von einer Vortragsreise in den Vereinigten Staaten nicht mehr nach Deutschland zurück, wo mittlerweile die Nationalsozialisten die Macht übernommen hatten. Auf Einladung des belgischen Königspaares lebte Einstein mit seiner Ehefrau sechs Monate lang in der Villa Savoyarde in De Haan, bevor sie im September 1933 endgültig in die Vereinigten Staaten emigrierten. Auch James Ensor, einer der berühmtesten belgischen Maler, wurde in den 1930er-Jahren häufig in De Haan gesehen. Der flämische Künstler Fernand Luickx hatte viele Jahre bis 2012 seine Atelier-Galerie in der Villa Eugenie, Delacenseriestraat 12 in Wenduine.

## Fotos

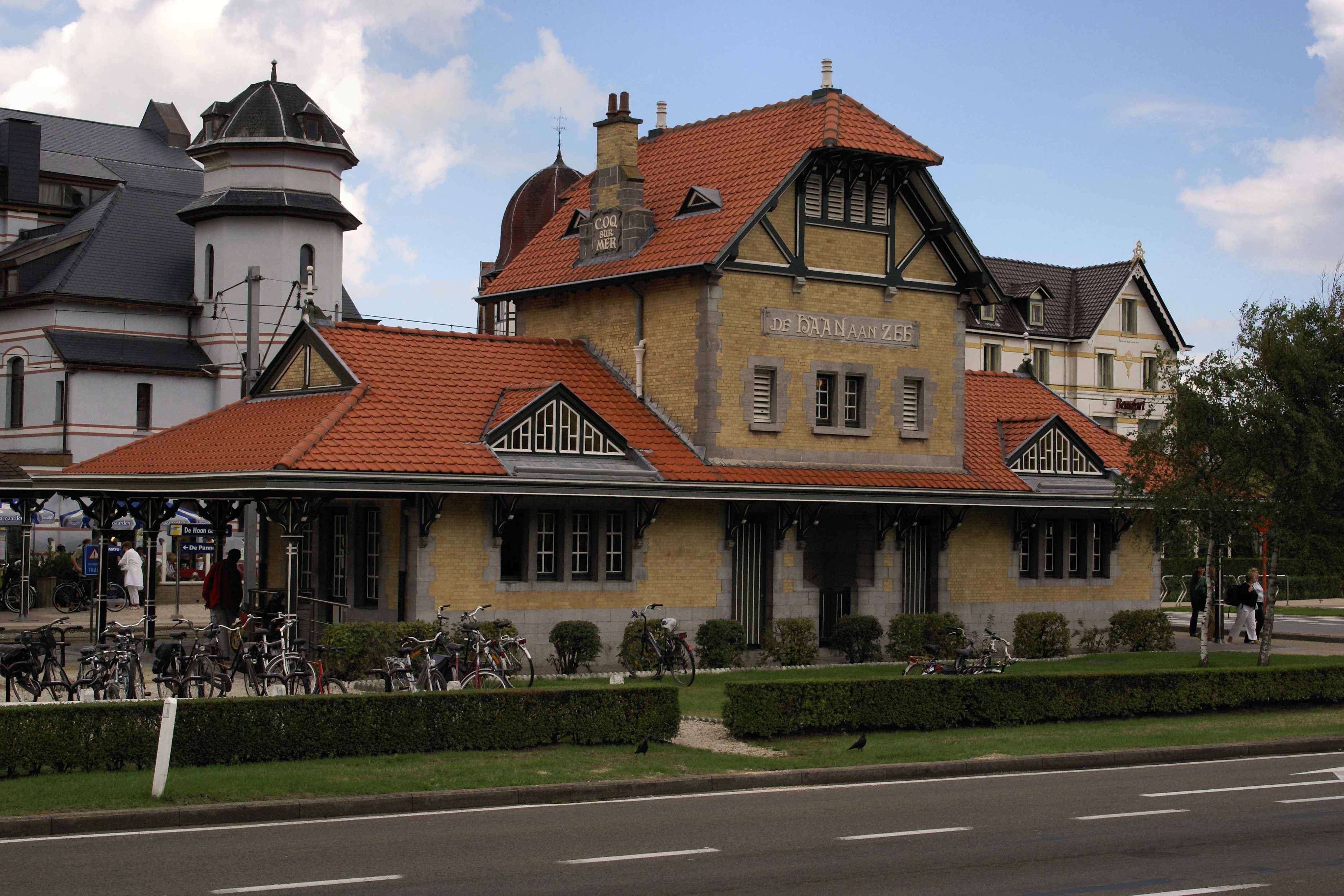
Tramstation
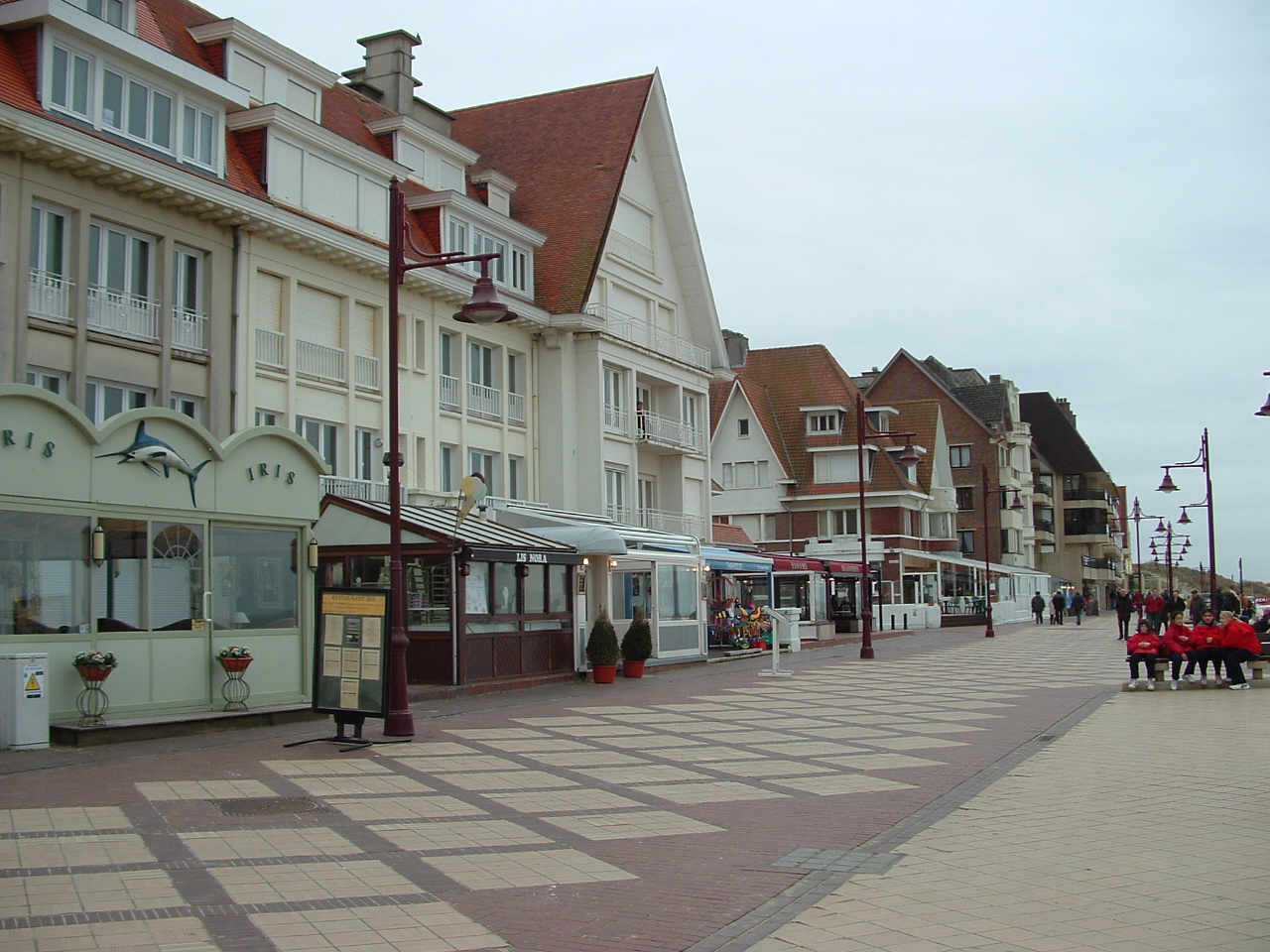
Gastronomie an der Strandpromenade
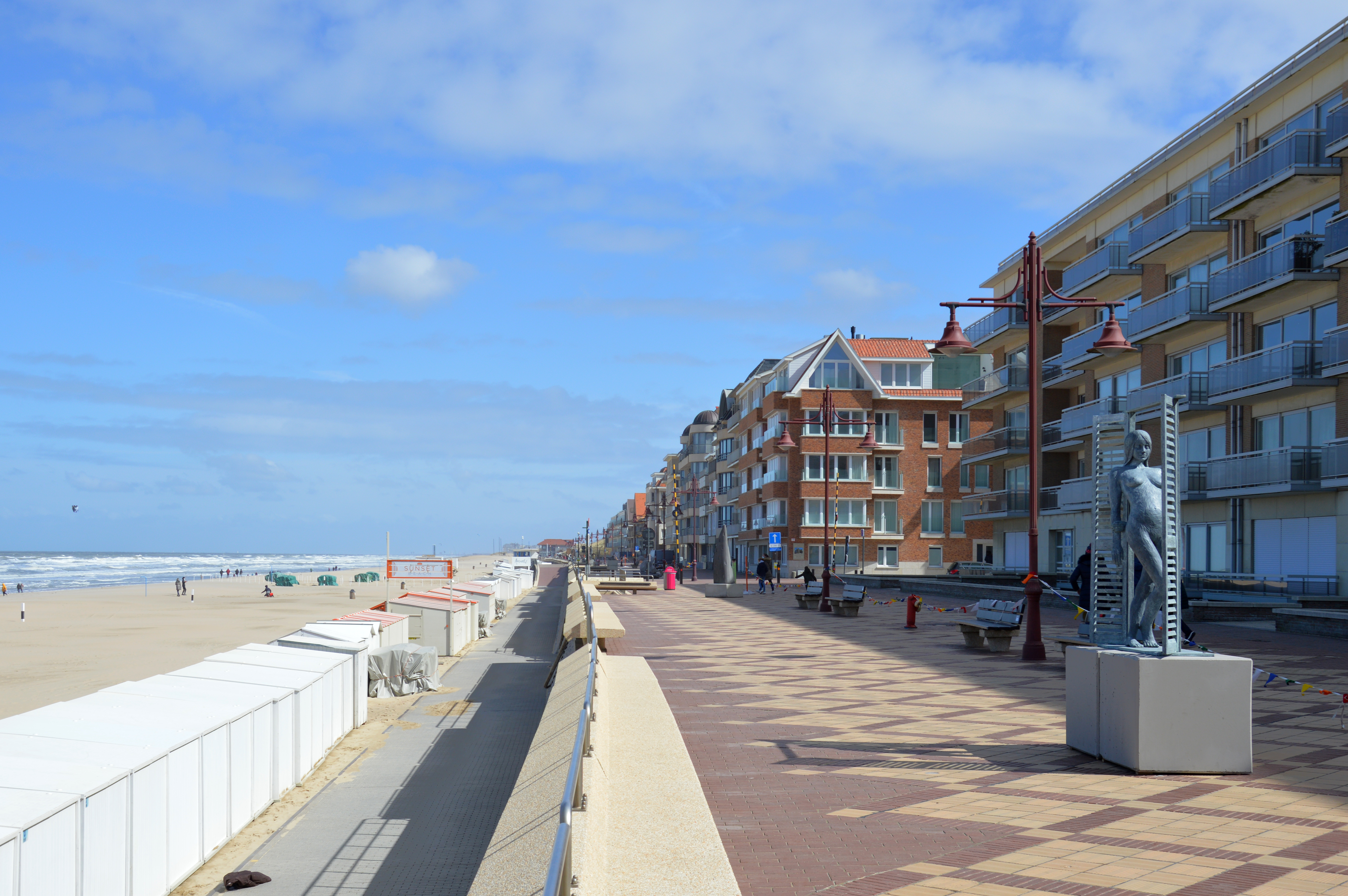
Strandpromenade
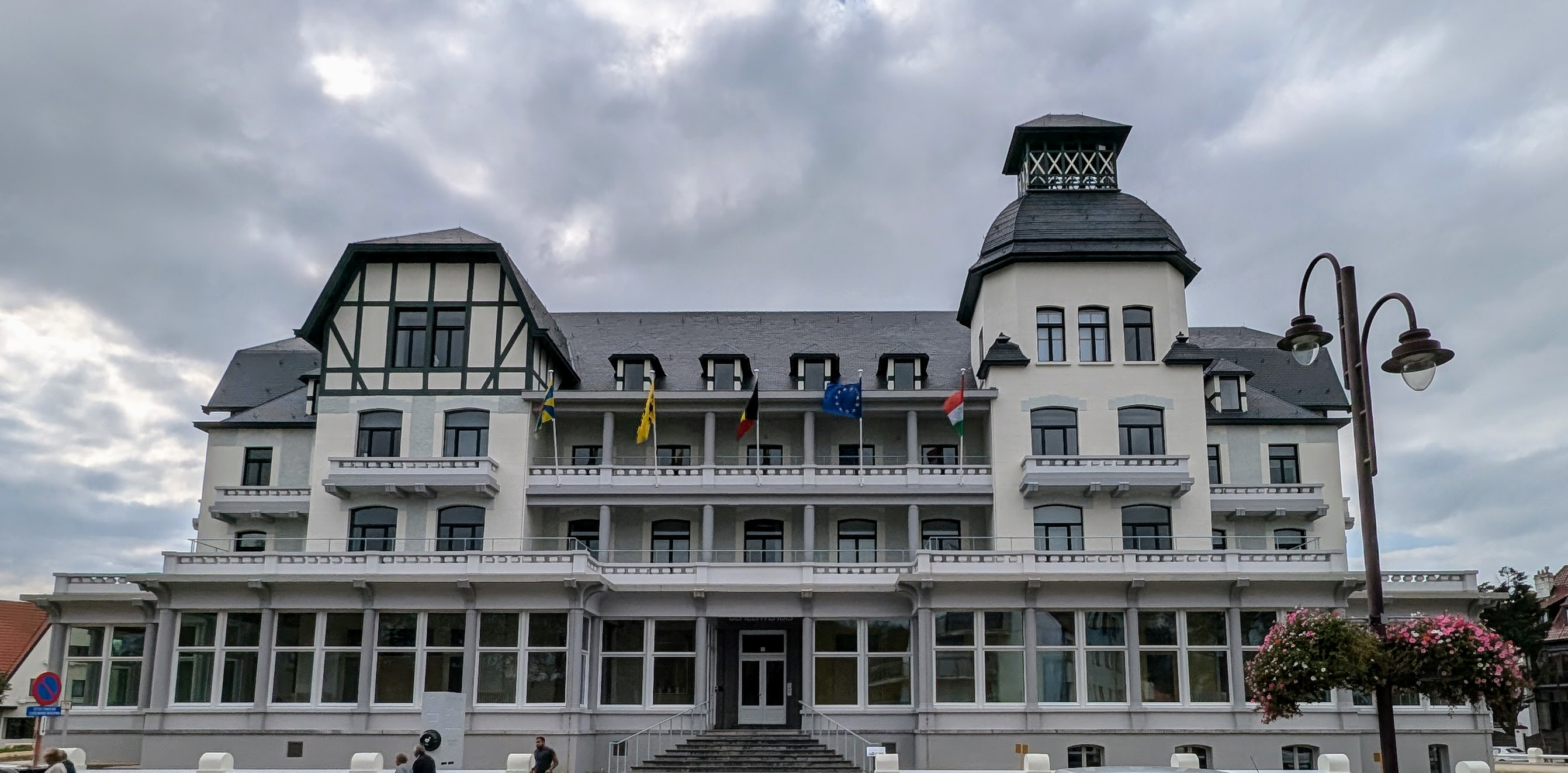
Rathaus von De Haan, ehemaliges Grand Hotel
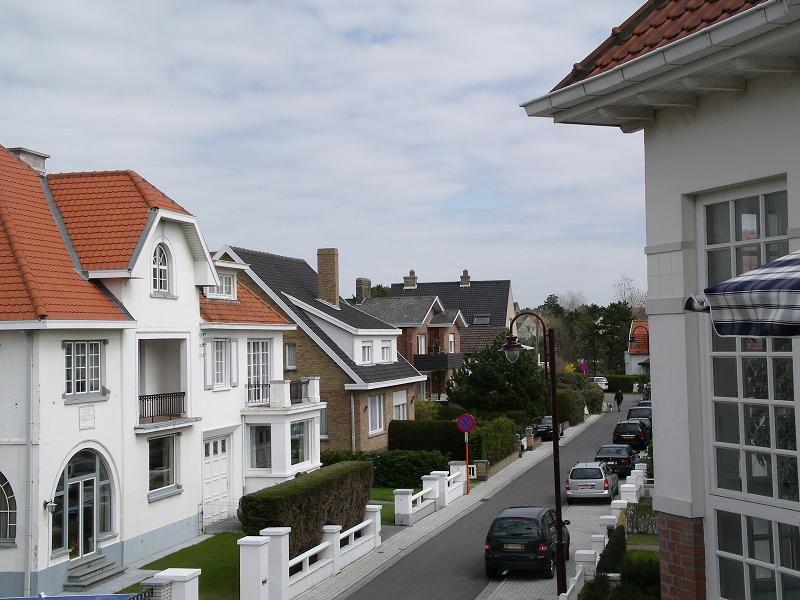
Gracialaan (Graciaallee) in der Concessie
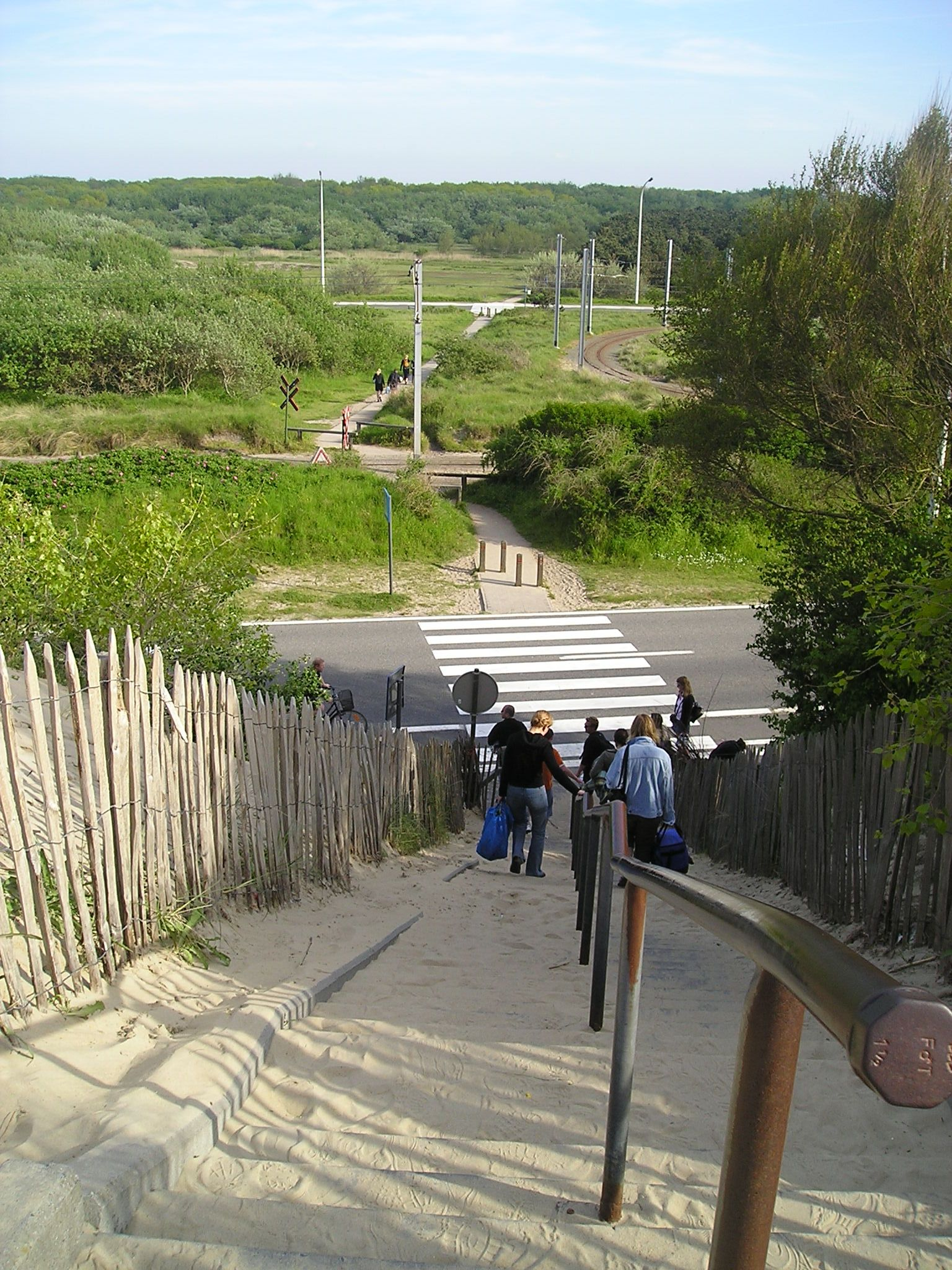
Dünen in De Haan
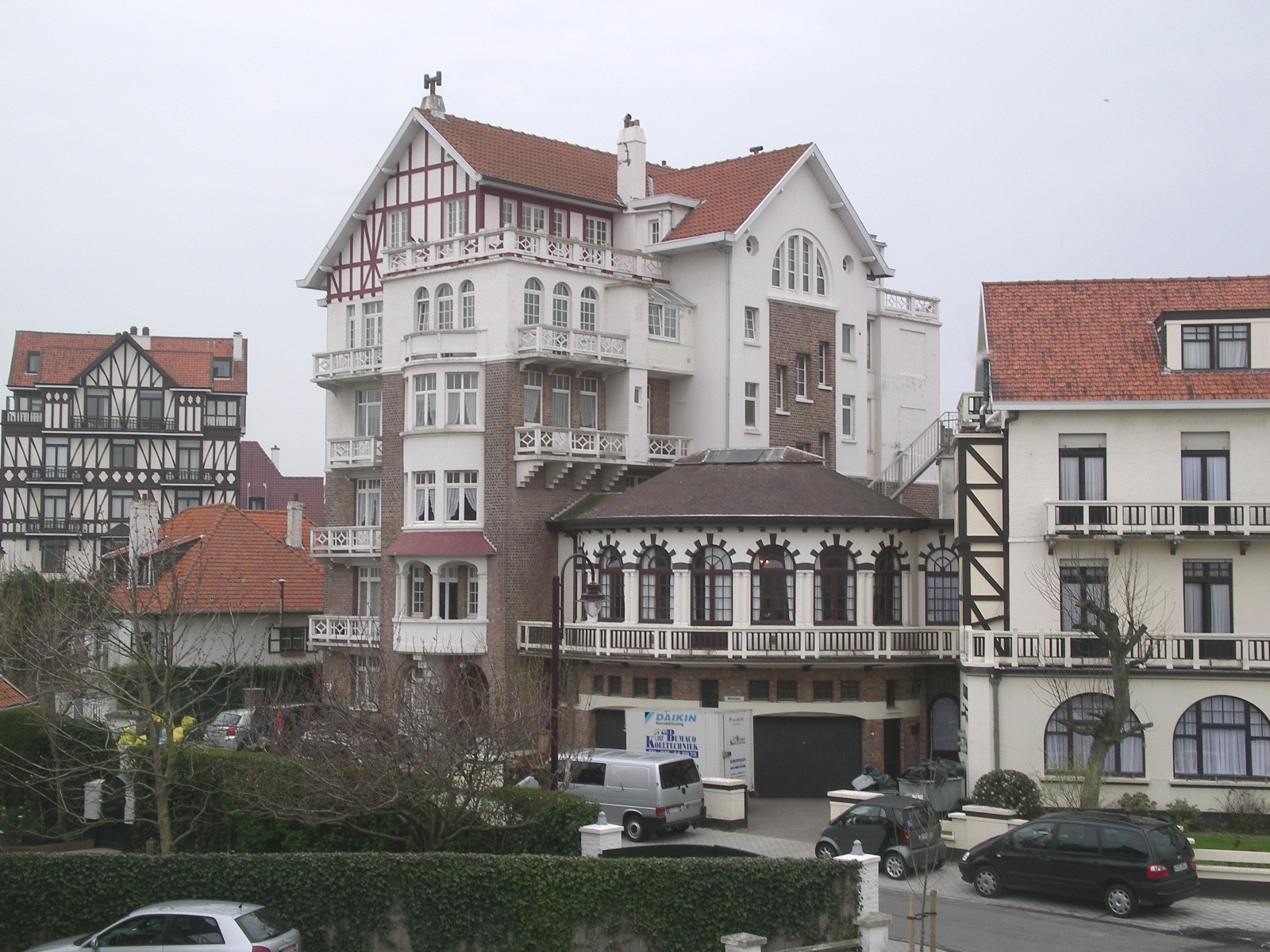
Straße in der Concessie
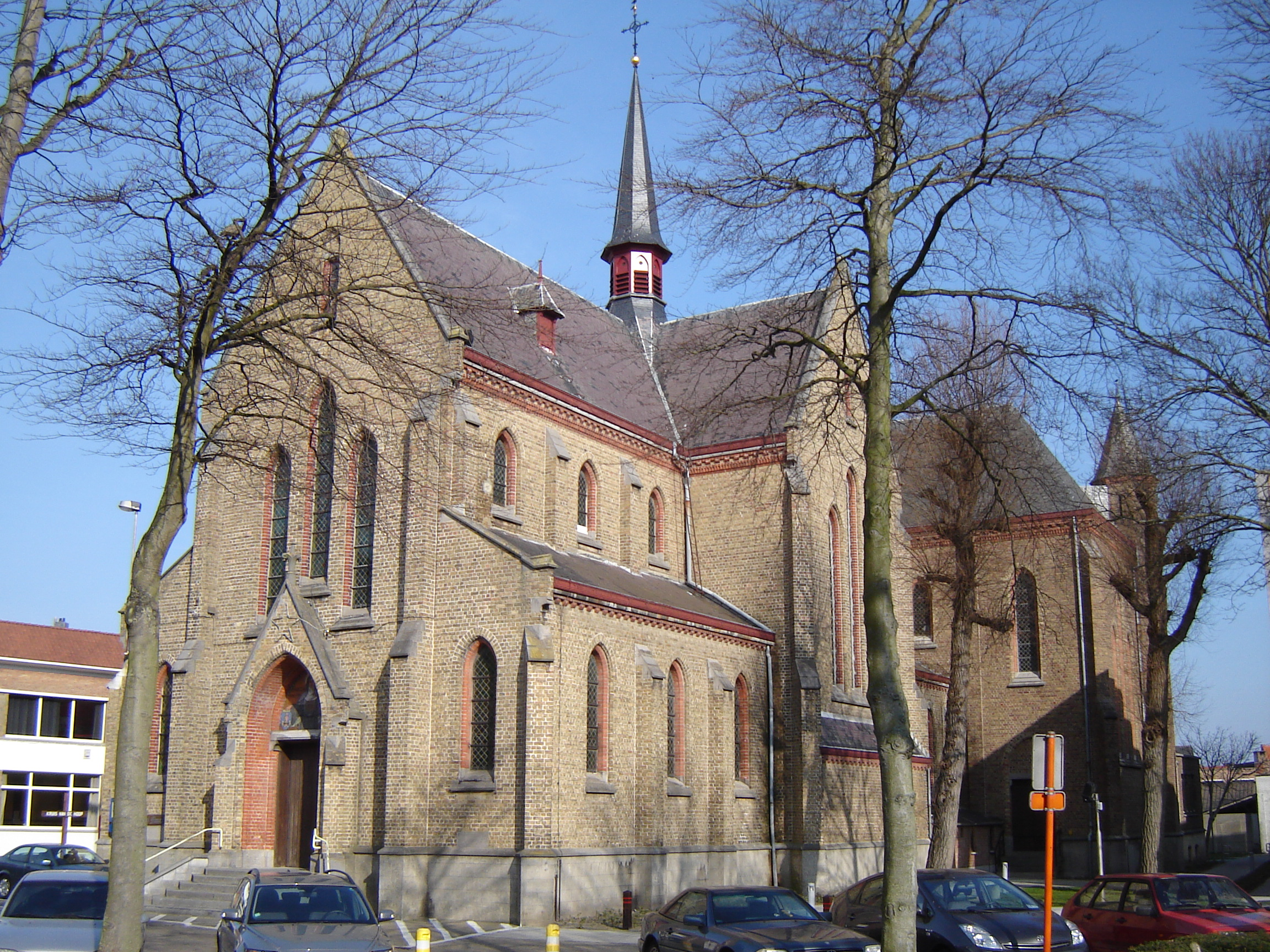
Pfarrkirche Sint-Monica in De Haan-Centrum
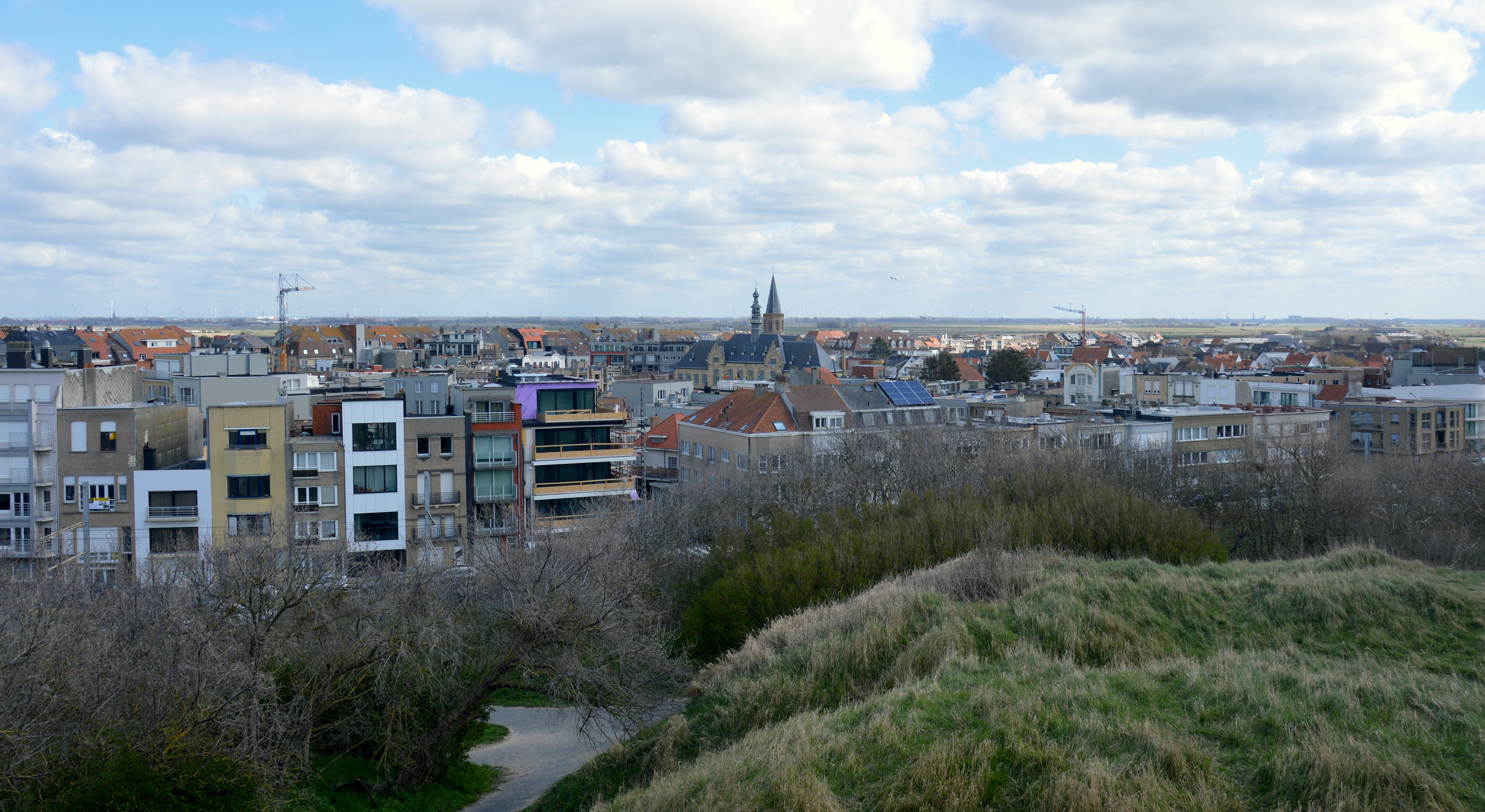
Blick vom Spioenkop auf Wenduine
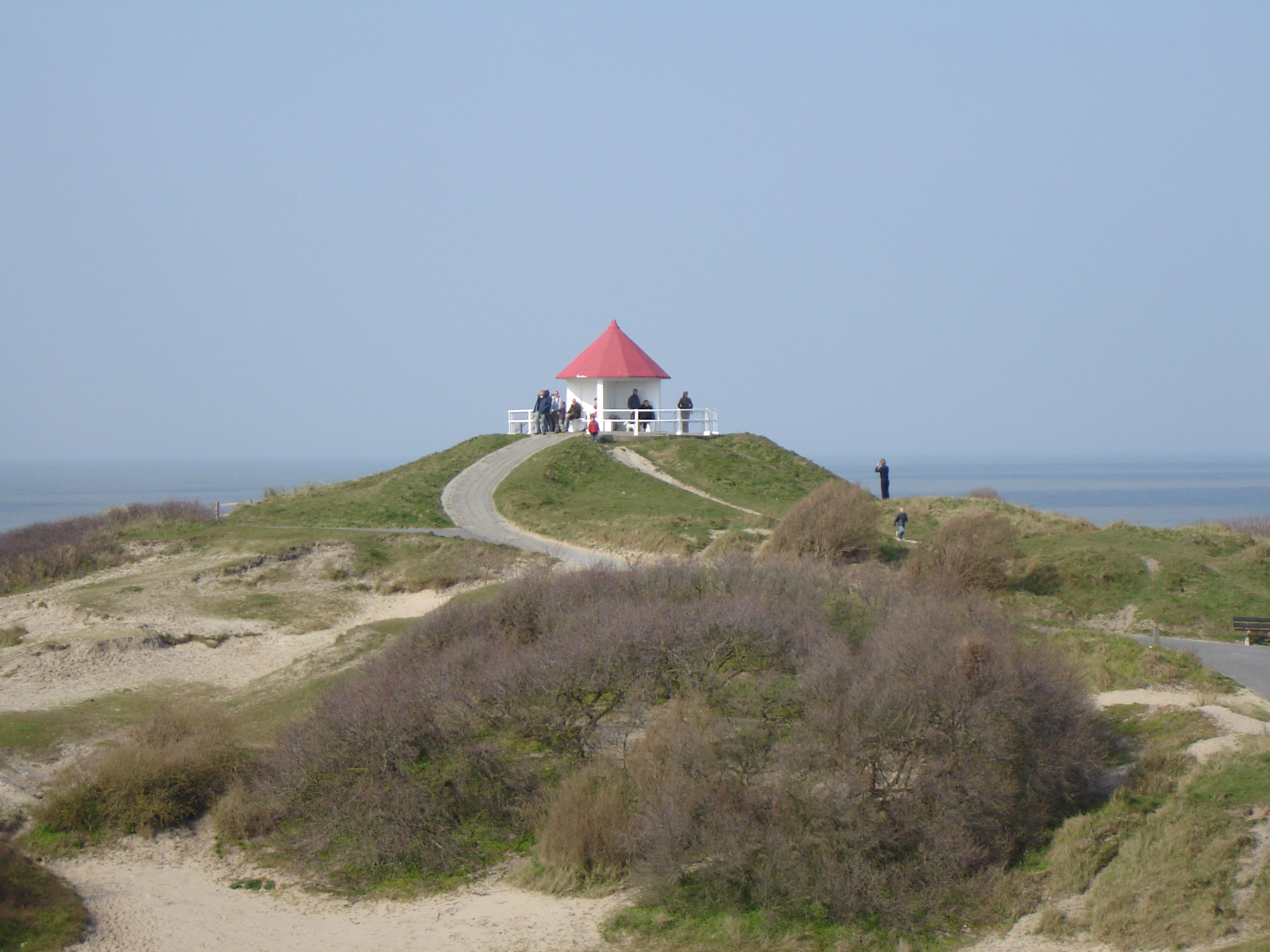
Der Spioenkop, ein Aussichtspunkt auf einer der höchsten Dünen der belgischen Küste
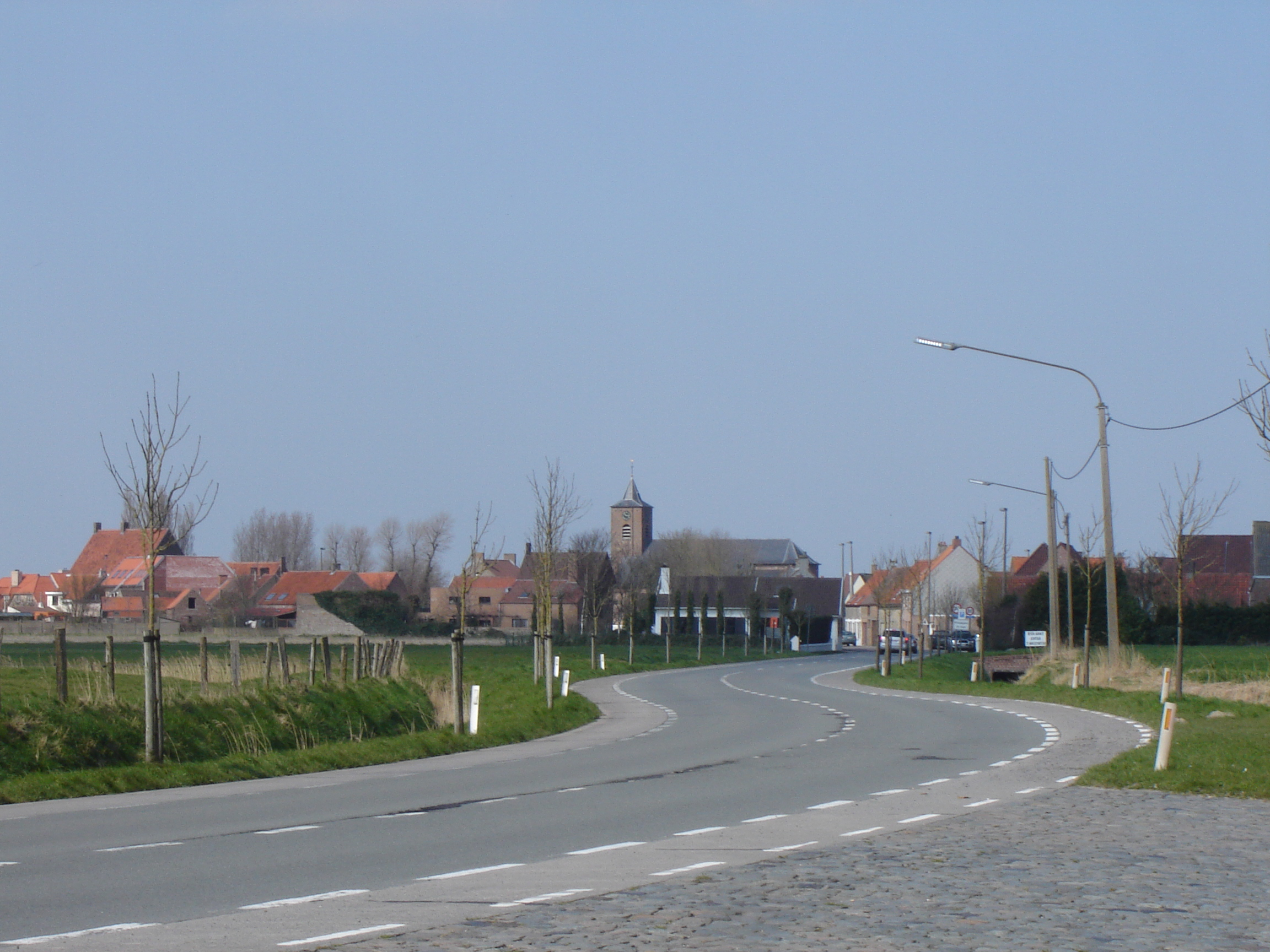
Blick auf Vlissegem
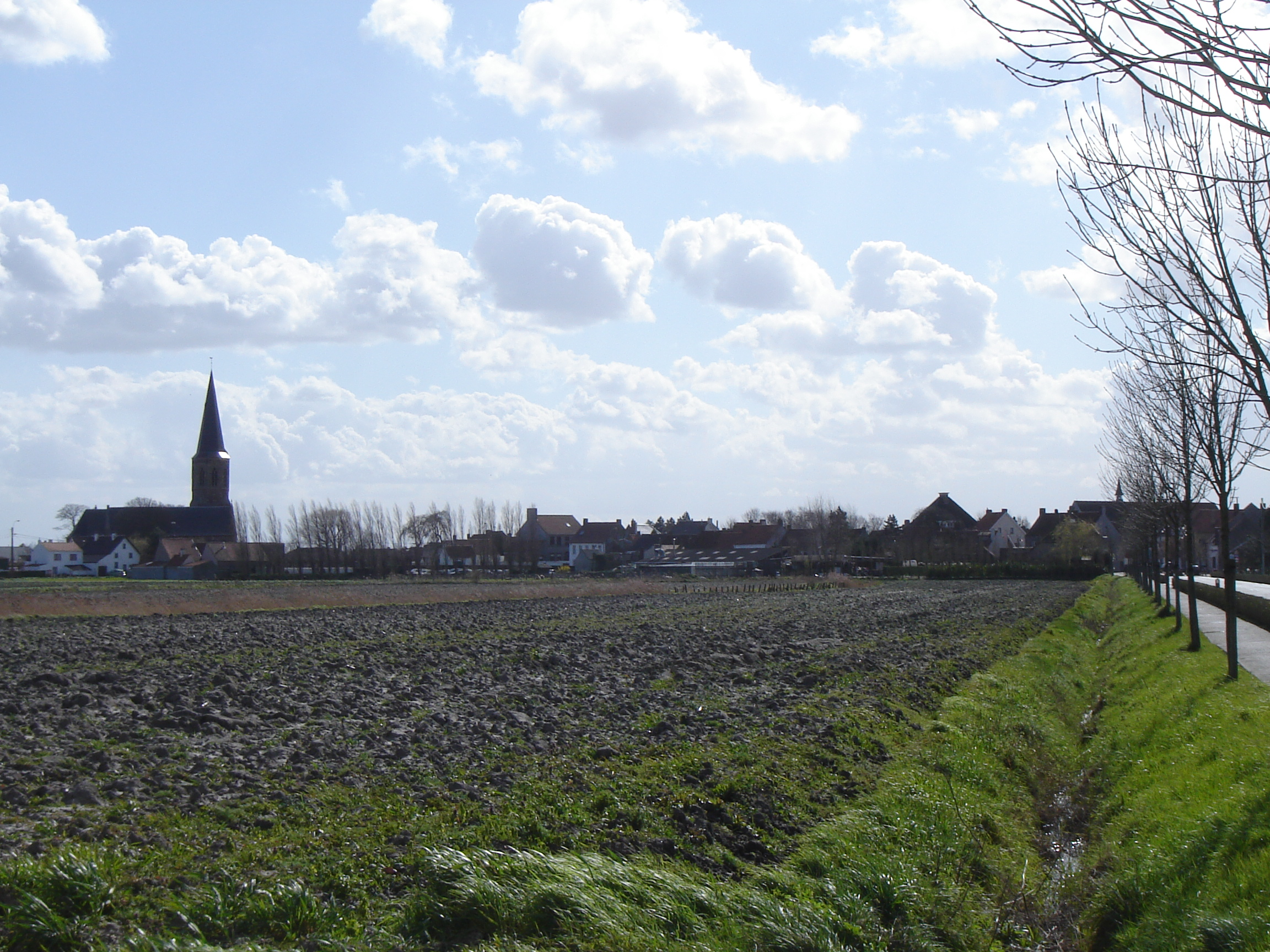
Blick auf Klemskerke von der Straße nach De Haan
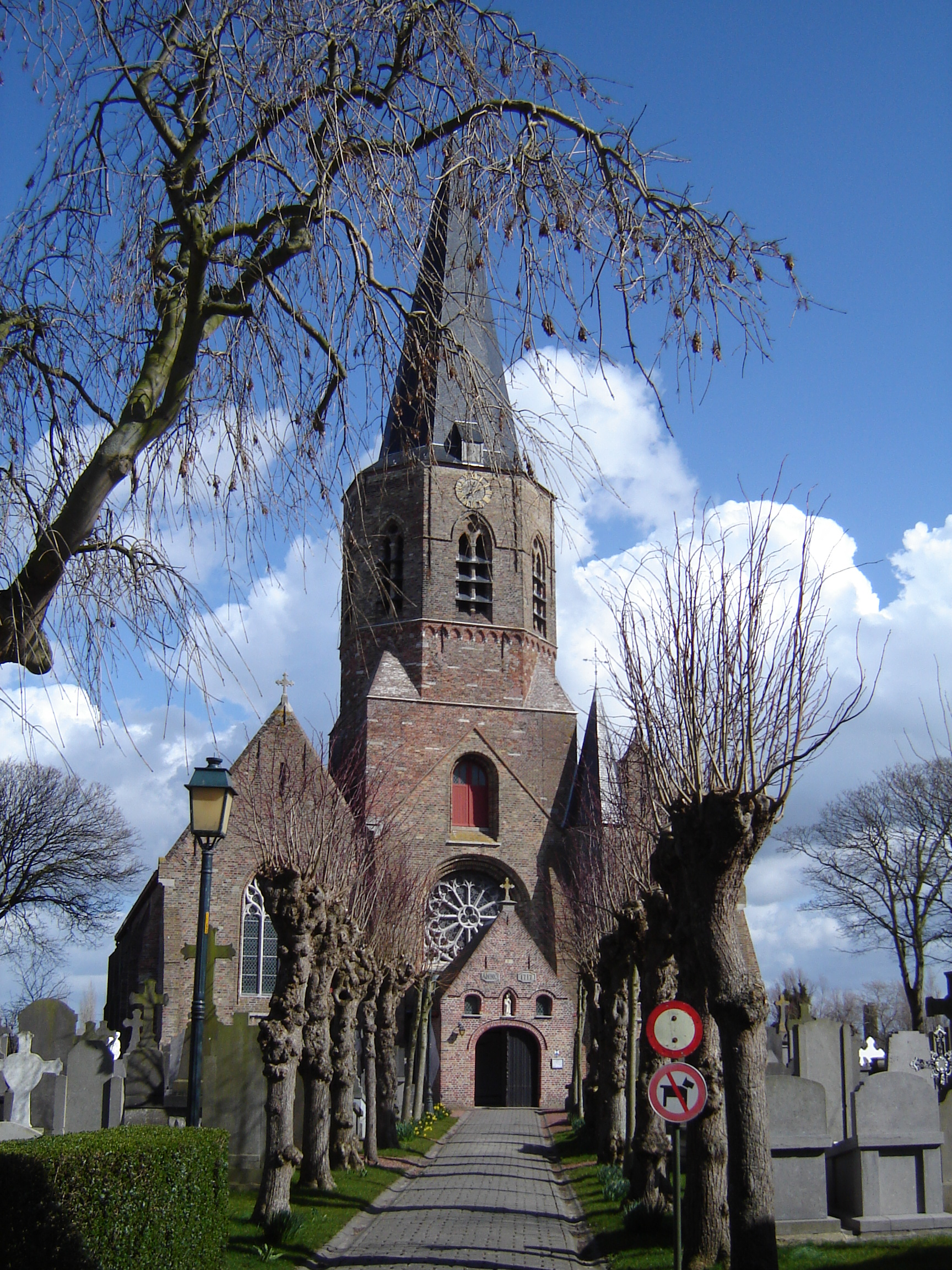
Sint Clemens in Klemskerke
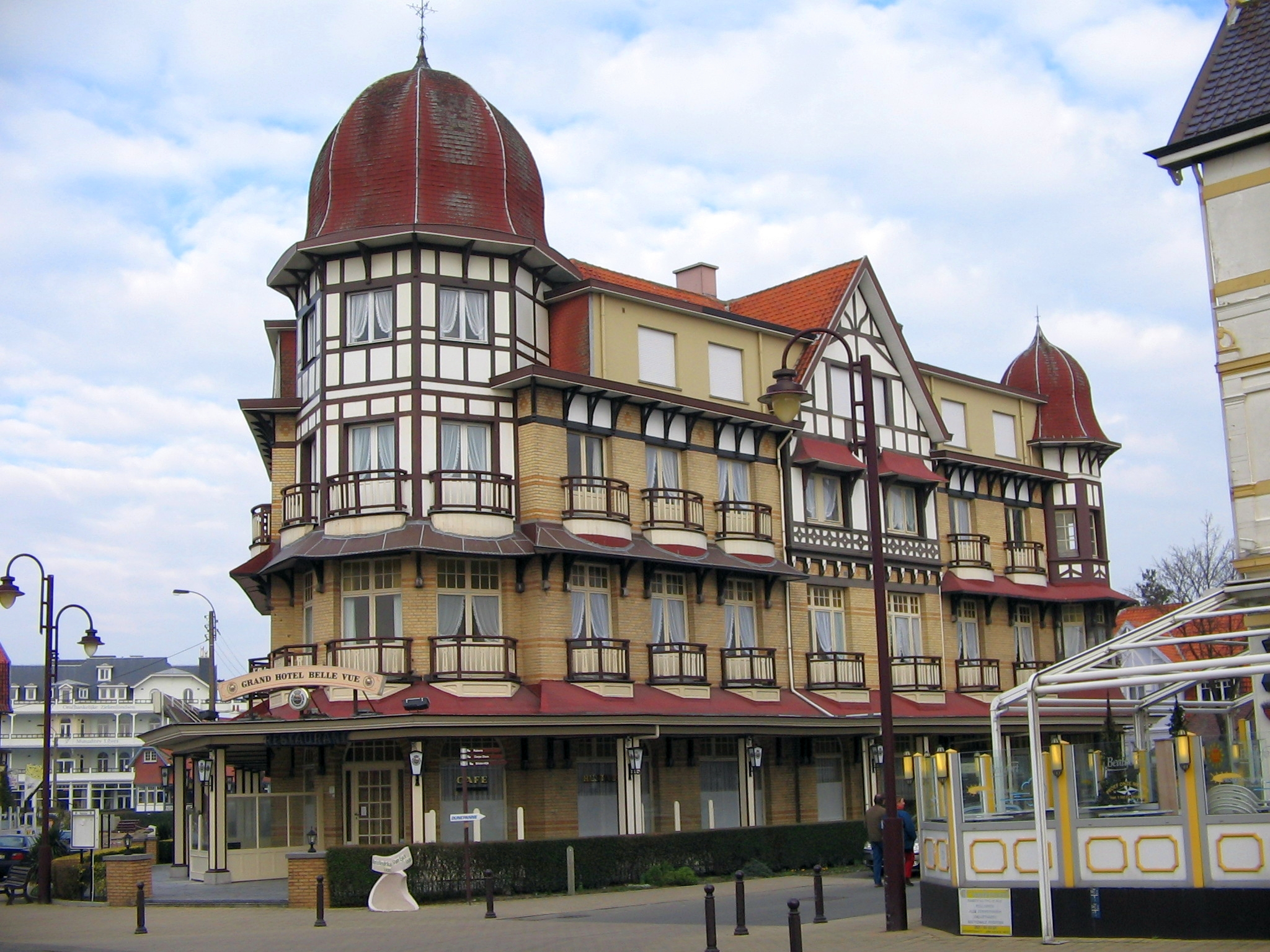
Hotel Belle Vue in De Haan
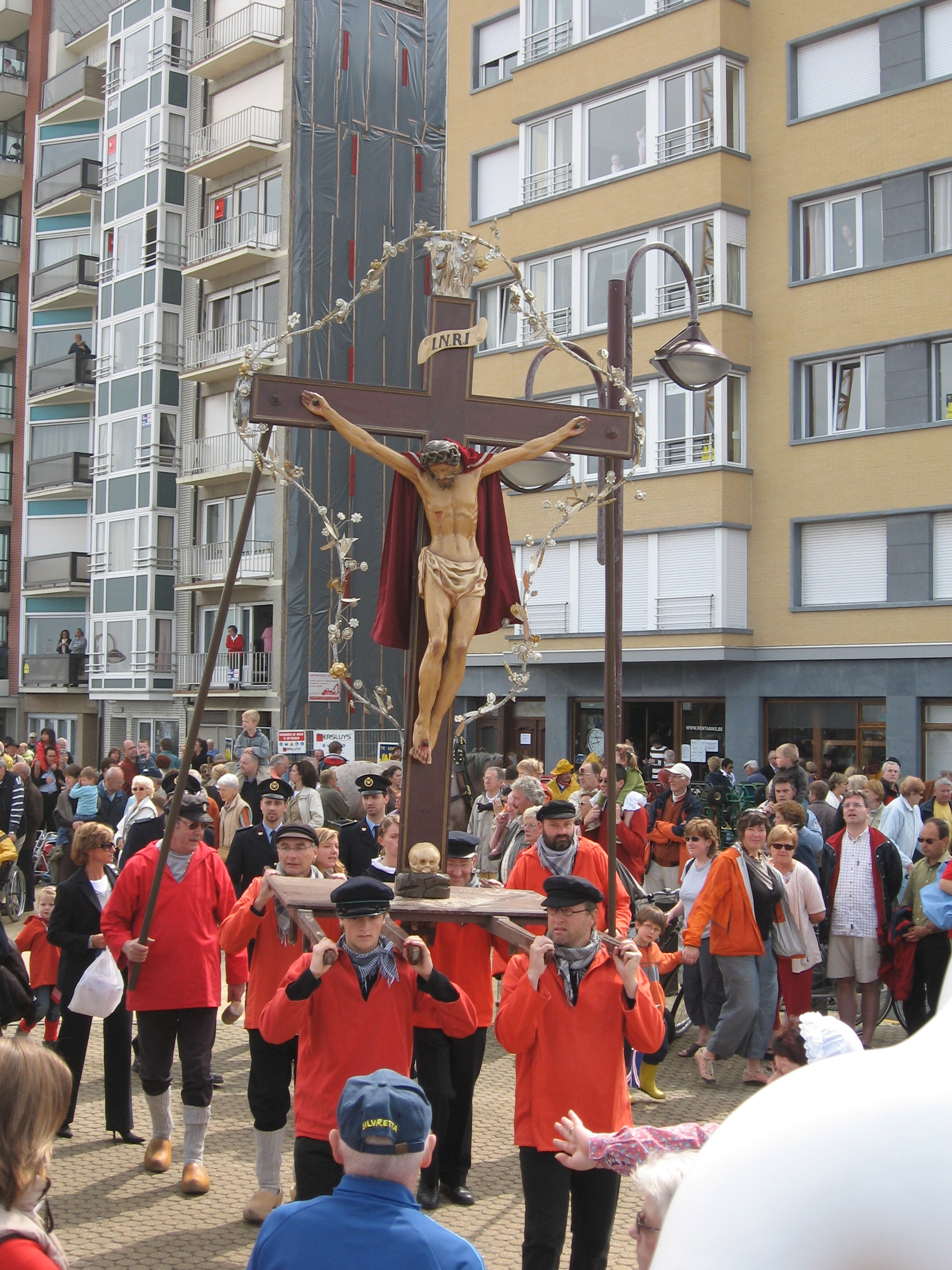
Meeresweihe und Prozession in Wenduine
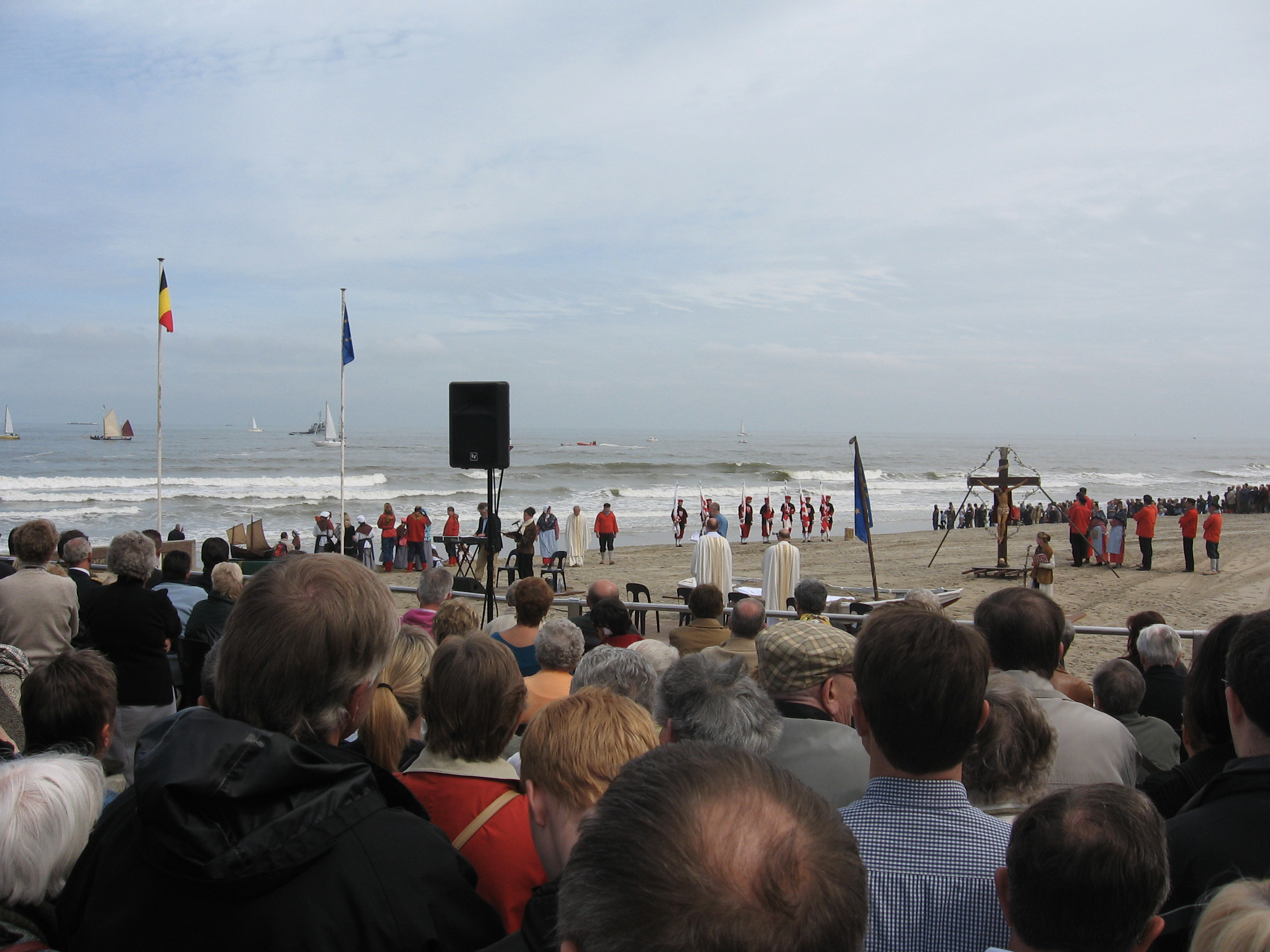
Meeresweihe in Wenduine
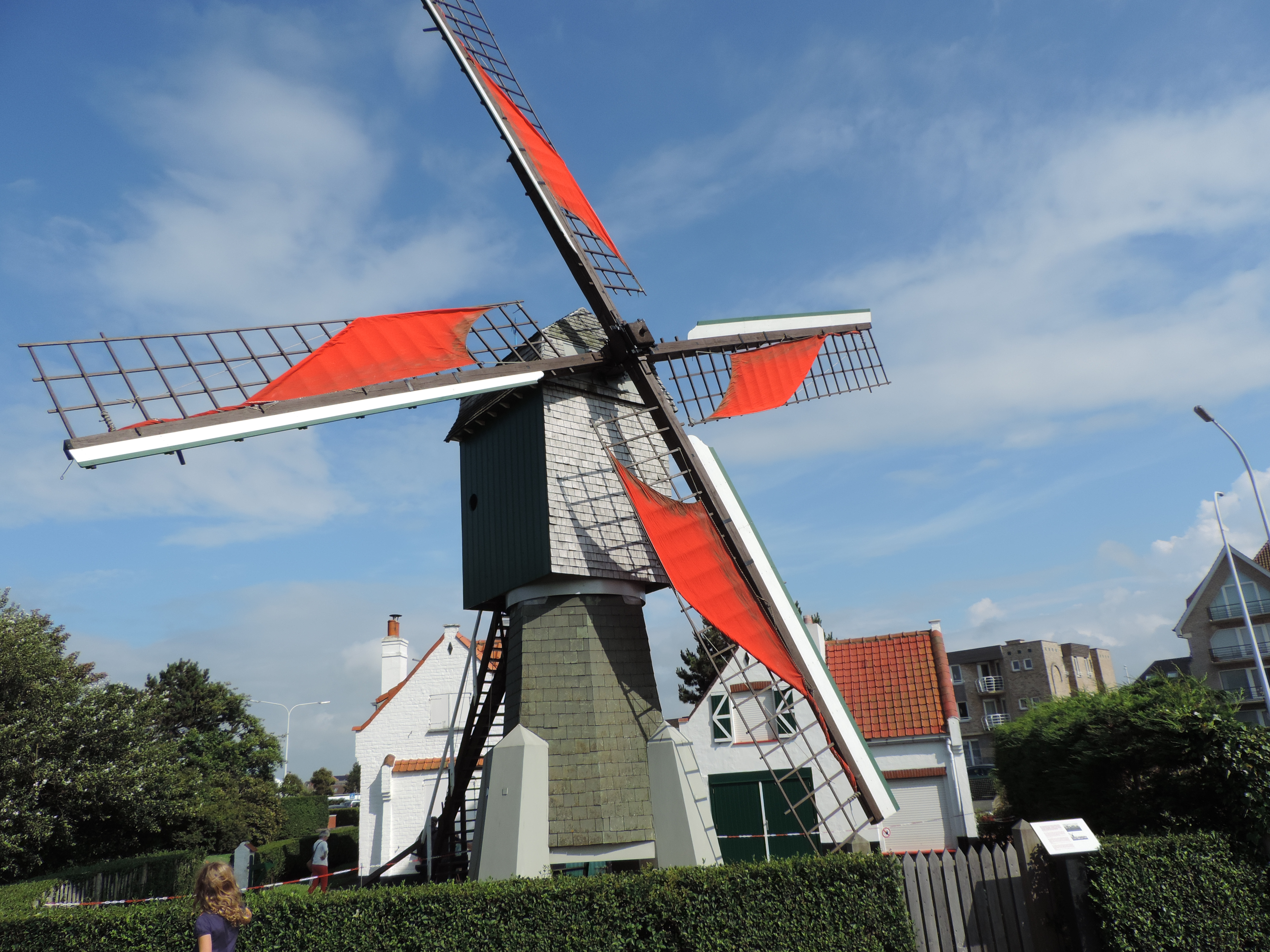
De Haan-Wenduine – Museum Hubert-Molen (2014)